# Producto regional bruto
Un producto regional bruto o producto bruto metropolitano se define como el valor de mercado de todos los bienes y servicios finales producidos en un área metropolitana (excluidos los impuestos netos sobre los productos) en un período determinado de tiempo.
El producto regional bruto se calcula a nivel de industrias y sectores de la producción como método de la diferencia entre la producción de bienes y servicios y el consumo intermedio, formado por el valor de los bienes y servicios que se transforman o se consumen durante el proceso de fabricación. El producto regional bruto se calcula de la base y de los precios corrientes del mercado (volumen nominal del producto regional bruto), así como de los precios comparables (producto regional bruto real). 
El producto regional bruto es, por su contenido económico, muy similar a la del producto interno bruto. Sin embargo, entre los indicadores del producto interno bruto (a nivel federal) y el producto regional bruto (a nivel regional), hay una diferencia sustancial. Por ejemplo en países como Rusia el Producto Regional Bruto no es el mismo que el PIB, ya que no incluye el valor añadido de mercado por los servicios colectivos (defensa, administración pública, etc) proporcionados por las agencias gubernamentales a la sociedad en su conjunto.